# Đông Thành, Bắc Quang
Đông Thành là một xã thuộc huyện Bắc Quang, tỉnh Hà Giang, Việt Nam.

## Địa lý
Xã Đông Thành nằm ở phía nam huyện Bắc Quang, có vị trí địa lý:
- Phía đông giáp xã Vĩnh Hảo
- Phía tây giáp xã Đồng Yên
- Phía nam giáp tỉnh Yên Bái và tỉnh Tuyên Quang
- Phía bắc giáp xã Vĩnh Phúc và xã Vĩnh Hảo.

Xã Đông Thành có diện tích 59,71 km², dân số năm 2019 là 2.298 người, mật độ dân số đạt 39 người/km².

## Lịch sử
Ngày 1 tháng 12 năm 2003, Chính phủ ban hành Nghị định 146/2003/NĐ-CP về việc thành lập xã Đông Thành trên cơ sở:
- Điều chỉnh 3.891,10 ha diện tích tự nhiên và 2.293 nhân khẩu của xã Đồng Yên
- Điều chỉnh 1.478 ha diện tích tự nhiên và 443 nhân khẩu của xã Vĩnh Hảo.

Xã Đông Thành có 5.369,1 ha diện tích tự nhiên và 2.736 nhân khẩu.